# Мустафа хаџи-Калфа
Мустафа хаџи-Калфа (? – 1655/56) познат и као Ћатиб Челебија , био је турски географ из XVII вијека. Његово најважније дјело је Огледало свијета  (географски опис азијског континента). Написао је и дјело  „Румелија и Босна“  са описом простора данашње Црне Горе. Дати су подаци о градовима: Подгорици, Бару, Жабљаку, Цетињу, Улцињу, и Котору. О Црној Гори је записао: "Караџа-даг, 2 дана пута од Скадра, а 23 од Цариграда. У наоколо су: Подгорица, Скадар и Котор. Становништво је мешовито од Срба и Арбанаса."  О житељима Рожаја је записао да ту живе само Срби .